# B busz (Velence)
A velencei B jelzésű autóbusz a Lidón, a Piazzale Ravà és a Faro Rocchetta között közlekedett. A viszonylatot az ACTV üzemeltette.

## Története
A B jelzésű autóbusz az évek során több módosításon is átesett. Utolsó útvonalán 2010-től közlekedik.
A B járat története:
| Időszak     | Járat- szám | Megállók |
| ----------- | ----------- | --- |
| 1980 – 1997 | B           | Malamocco – Ca’ Bianca – INCIS – Piazza Sant’Antonio – Piazza Santa Maria Elisabetta – Ospedale al Mare (télen) – Piazzale Ravà (csak nyáron) – Bagni Comunali (San Nicolò Spiagge) (csak nyáron) |
| 1997 – 2002 | B           | Piazza Santa Maria Elisabetta – Piazza Sant’Antonio – INCIS – Ca’ Bianca – Malamocco – Istituto San Camillo – Alberoni |
| 2002 – 2010 | B           | Piazza Santa Maria Elisabetta – Piazza Sant’Antonio – INCIS – Ca’ Bianca – Malamocco – Istituto San Camillo – Alberoni Centro – Faro Rocchetta (nyáron Alberoni Spiaggia) |
| 2010 – 2013 | B           | Télen: Piazzale Ravà – Piazzale Santa Maria Elisabetta – Piazza Sant’Antonio – Piazzale Torta – Piazzale La Fontaine – Malamocco – Istituto San Camillo – Alberoni Via Ca’ Rossa – Faro Rocchetta Nyáron: Via Klinger – Piazzale Ravà – Piazzale Santa Maria Elisabetta – Piazza Sant’Antonio – Piazzale Torta – Piazzale La Fontaine – Malamocco – Istituto San Camillo – Alberoni Via Ca’ Rossa – Strada Nuova dei Bagni |

## Útvonala
A téli menetrend szerint:
| Piazzale Ravà – Faro Rocchetta | Faro Rocchetta – Piazzale Ravà |
| --- | --- |
| - Piazzale Ravà - Strada dell’Ospizio Marine - Lungomare Gabriele D’Annunzio - Gran Viale Santa Maria Elisabetta - Piazzale Santa Maria Elisabetta - Via Sandro Gallo - Via Malamocco - Riva Giovanni Diacono - Via Alberoni - Via Ca’ Rossa - Strada della Droma - Strada Zaffi da Barca - Faro Rocchetta | - Faro Rocchetta - Strada Zaffi da Barca - Strada della Droma - Via Ca’ Rossa - Via Alberoni - Riva Giovanni Diacono - Via Malamocco - Via Sandro Gallo - Piazzale Santa Maria Elisabetta - Gran Viale Santa Maria Elisabetta - Lungomare Gabriele D’Annunzio - Strada dell’Ospizio Marine - Piazzale Ravà |

A nyári menetrend szerint:
| Via Klinger – Nuova Strada dei Bagni | Nuova Strada dei Bagni – Via Klinger |
| --- | --- |
| - Via Klinger - Via Umberto Klinger - Piazzale Ravà - Strada dell’Ospizio Marine - Lungomare Gabriele D’Annunzio - Gran Viale Santa Maria Elisabetta - Piazzale Santa Maria Elisabetta - Via Sandro Gallo - Via Malamocco - Riva Giovanni Diacono - Via Alberoni - Via Ca’ Rossa - Strada dei Bagni Comunali - Nuova Strada dei Bagni | - Nuova Strada dei Bagni - Strada dei Bagni Comunali - Via Ca’ Rossa - Via Alberoni - Riva Giovanni Diacono - Via Malamocco - Via Sandro Gallo - Piazzale Santa Maria Elisabetta - Gran Viale Santa Maria Elisabetta - Lungomare Gabriele D’Annunzio - Strada dell’Ospizio Marine - Piazzale Ravà - Via Umberto Klinger - Via Klinger |

## Megállóhelyei
| téli mr. | téli mr.   | nyári mr. | nyári mr.  | megállóhely neve                | téli mr. | téli mr.   | nyári mr. | nyári mr.  |
| sz.      | idő (perc) | sz.       | idő (perc) | megállóhely neve                | sz.      | idő (perc) | sz.       | idő (perc) |
| -------- | ---------- | --------- | ---------- | ------------------------------- | -------- | ---------- | --------- | ---------- |
| -        | -          | 0         | 0          | Via Klinger                     | -        | -          | 8         | 29         |
| 0        | 0          | 1         | 1          | Piazzale Ravà                   | 8        | 35         | 7         | 28         |
| 1        | 7          | 2         | 8          | Piazzale Santa Maria Elisabetta | 6        | 28         | 7         | 21         |
| 2        | 16         | ∫         | ∫          | Piazza Sant’Antonio             | 6        | 19         | ∫         | ∫          |
| 3        | 19         | 3         | 16         | Piazzale Torta                  | 5        | 16         | 5         | 13         |
| 4        | 22         | 4         | 18         | Piazzale La Fontaine            | 4        | 13         | 4         | 11         |
| 5        | 26         | 5         | 22         | Malamocco                       | 3        | 9          | 3         | 7          |
| 6        | 29         | 6         | 25         | Istituto San Camillo            | 2        | 6          | 2         | 4          |
| 7        | 31         | 7         | 27         | Alberoni Via Ca’ Rossa          | 1        | 4          | 1         | 2          |
| 8        | 35         | ∫         | ∫          | Faro Rocchetta                  | 0        | 0          | ∫         | ∫          |
| -        | -          | 8         | 29         | Nuova Strada dei Bagni          | -        | -          | 0         | 0          |